# Aloisius Joseph Muench
Aloisius Joseph Muench (Milwaukee 18 februari 1889 – Rome 15 februari 1962) was een Amerikaanse priester van de Rooms-Katholieke Kerk. Muench was bisschop van Fargo van 1935 tot 1959, apostolisch visitator in Duitsland van 1945 tot 1951 en daarna apostolisch nuntius tot 1959. In 1951 werd Muench aartsbisschop en in 1959 kardinaal. Tijdens zijn werkzaamheden in Duitsland speelde Muench een essentiële rol om de Duitse medeplichtigheid aan de holocaust af te zwakken, met name door tegen het concept van collectieve schuld te opponeren. Ook was Muench zeer actief bij het verkrijgen van lagere straffen of vrijspraak voor oorlogsmisdadigers, in het bijzonder voor hen die niet eigenhandig hadden gemoord. Daarbij had hij de directe instemming van paus Pius XII.